# Dongan Hills (Staten Island)
Dongan Hills es un vecindario ubicado dentro del distrito de Staten Island en la ciudad de Nueva York (Estados Unidos). Está en la costa este de la isla. Dongan Hills limita con Laconia Avenue al sureste, Jefferson Avenue al suroeste, Richmond Road al noroeste y Old Town Road al norte. Se encuentra junto a New Dorp y Grant City al suroeste, Todt Hill al noroeste, Old Town/Concord al noreste y South Beach y Midland Beach al sureste.
Dongan Hills es parte del Distrito Comunitario 2 de Staten Island y sus códigos postales son 10304 y 10305. Dongan Hills está patrullada por la Comisaría 122 del Departamento de Policía de la Ciudad de Nueva York.

## Etimología
El vecindario se conocía originalmente por dos nombres separados, la mitad occidental se llamaba Hillside Park y la mitad oriental Linden Park. El nombre de Dongan Hills fue originalmente de Garretson, llamado así por una familia que vivió en el área desde finales de 1600. El nombre se cambió a Dongan Hills para evitar confusiones con Garrison on Hudson. El barrio pasó a llamarse Thomas Dongan, el gobernador nacido en Irlanda de la provincia de Nueva York después de que el Reino de Inglaterra lo adquiriera de los Países Bajos en 1682. Las "colinas" a las que se alude en el nombre son la cresta oriental de Todt Hill, y gran parte de lo que la mayoría de los residentes de la isla denomina coloquialmente "Todt Hill" se considera que pertenece a Dongan Hills por fuentes más autorizadas como Staten Island Avance. Sin embargo, hay una sección de Dongan Hills que contiene grandes colinas. Esta parte del vecindario se llama Dongan Hills Colony. "The Colony" está ubicado sobre Richmond Road y limita con el vecindario de Todt Hill.

## Historia
Dongan Hills fue uno de los primeros vecindarios de Staten Island en presenciar un aumento en la construcción de viviendas tras la Segunda Guerra Mundial, ya que se construyeron allí muchas casas unifamiliares pequeñas durante la década de 1950, y la ciudad también construyó un proyecto de vivienda pública en la comunidad; Conocido como General Berry Houses, es el proyecto de vivienda pública más al sur de Staten Island. El crecimiento de la población se aceleró en el área cuando se inauguró el puente Verrazano-Narrows que desde noviembre de 1964 une Staten Island con Brooklyn. De hecho, los recién llegados de Brooklyn han superado a los descendientes de los residentes originales y ahora forman la mayoría de la población del vecindario.
La mayoría de los residentes son ítalo-estadounidenses, con una pequeña pero significativa cantidad de irlandeses-estadounidenses.
La Casa Billiou-Stillwell-Perine se incluyó en el Registro Nacional de Lugares Históricos en 1976.

## Demografía
A los fines del censo, el gobierno de la ciudad de Nueva York clasifica a Dongan Hills como parte de un área de tabulación de vecindario más grande llamada Old Town-Dongan Hills-South Beach. Según los datos del censo de los Estados Unidos de 2010, la población de Old Town-Dongan Hills-South Beach era de 24.835, un cambio de 1.818 (7,3%) de los 23.017 contados en 2000. Con una superficie de 626 ha, el barrio tenía una densidad de población de 4000 hab./km2. La composición racial del vecindario era 74 % (18 381) blanca, 3,1 % (763) afroamericana, 0,1 % (36) nativa americana, 7,5 % (1860) asiática, 0 % (9) isleña del Pacífico, 0,3 % (69) de otras razas, y 1,4% (336) de dos o más razas. Hispanos o latinos de cualquier raza eran el 13,6% (3381) de la población.
La totalidad del Distrito Comunitario 2, que comprende Dongan Hills y otros vecindarios de Mid-Island, tenía 134 657 habitantes según el Perfil de Salud Comunitario de 2018 de NYC Health, con una expectativa de vida promedio de 81,2 años.: 2, 20 Esto es lo mismo que la expectativa de vida promedio de 81.2 para todos los vecindarios de la ciudad de Nueva York.: 53 (PDF p. 84)  La mayoría de los habitantes son jóvenes y adultos de mediana edad: el 20 % tiene entre 0 y 17 años, el 25 % entre 25 y 44 y el 29 % entre 45 y 64 años. La proporción de residentes en edad universitaria y de edad avanzada fue menor, con un 8 % y un 18 %, respectivamente.: 2 
A partir de 2017, el ingreso familiar promedio en el Distrito Comunitario 2 fue de 81 487 dólares, aunque el ingreso promedio en Dongan Hills individualmente fue de 73 378 dólares. En 2018, aproximadamente el 14 % de los residentes de Dongan Hills y Mid-Island vivían en la pobreza, en comparación con el 17 % en todo Staten Island y el 20 % en toda la ciudad de Nueva York. Uno de cada dieciséis residentes (6 %) estaba desempleado, en comparación con el 6 % en Staten Island y el 9 % en la ciudad de Nueva York. La carga del alquiler, o el porcentaje de residentes que tienen dificultades para pagar el alquiler, es del 52 % en Dongan Hills y Mid-Island, en comparación con las tasas del 49 % y el 51 % en todo el municipio y la ciudad, respectivamente. Según este cálculo, a 2018 , Dongan Hills y Mid-Island se consideran de ingresos altos en relación con el resto de la ciudad y no se están gentrificando.: 7 

## Policía
Dongan Hills y Mid-Island están patrulladas por la comisaría 122 de la policía de Nueva York, ubicada en 2320 Hylan Boulevard. La comisaría 122 ocupó el segundo lugar entre las 69 áreas de patrullaje para el crimen per cápita en 2010, solo detrás de la comisaría 123 en la costa sur de Staten Island. A 2018 , con una tasa de agresiones no mortales de 40 por cada 100.000 habitantes, la tasa de delitos violentos per cápita de Dongan Hills y Mid-Island es menor que la de la ciudad en su conjunto. La tasa de encarcelamiento de 253 por cada 100.000 habitantes es inferior a la de la ciudad en su conjunto.: 8 
El Precinto 122 tiene una tasa de delincuencia más baja que en la década de 1990, y los delitos en todas las categorías disminuyeron en un 91 % entre 1990 y 2018. El recinto informó 0 asesinatos, 12 violaciones, 43 robos, 109 agresiones por delitos graves, 89 robos con allanamiento de morada, 315 hurtos mayores y 47 hurtos mayores de automóviles en 2018.

## Bomberos
Dongan Hills cuenta con el servicio Engine Co. 159/Satellite 5 del Departamento de Bomberos de la Ciudad de Nueva York (FDNY), ubicado en 1592 Richmond Road.

## Salud
A 2018, los partos prematuros y los partos de madres adolescentes son menos comunes en Dongan Hills y Mid-Island que en otros lugares de la ciudad. En Dongan Hills y Mid-Island, hubo 80 nacimientos prematuros por cada 1000 nacidos vivos (en comparación con 87 por 1000 en toda la ciudad) y 6,8 nacimientos de madres adolescentes por cada 1000 nacidos vivos (en comparación con 19,3 por 1000 en toda la ciudad): 11  Dongan Hills y Mid-Island tienen una baja población de residentes sin seguro. En 2018, se estimó que esta población de residentes sin seguro era del 4 %, menos que la tasa de toda la ciudad del 12 %, aunque esto se basó en un tamaño de muestra pequeño.: 14 
La concentración de partículas finas, el tipo de contaminante del aire más mortífero, en Dongan Hills y Mid-Island es de 0,0069 miligramos por m3, menos que el promedio de la ciudad.: 9 El catorce por ciento de los residentes de Dongan Hills y Mid-Island son fumadores, lo que equivale al promedio de la ciudad del 14% de los residentes que son fumadores.: 13 En Dongan Hills y Mid-Island, el 24 % de los residentes son obesos, el 9 % son diabéticos y el 26 % tienen presión arterial alta, en comparación con los promedios de toda la ciudad de 24 %, 11 % y 28 %, respectivamente.: 16 Además, el 19 % de los niños son obesos, en comparación con el promedio de la ciudad del 20 %.: 12 
El ochenta y ocho por ciento de los residentes comen algunas frutas y verduras todos los días, lo que equivale aproximadamente al 87 % promedio de la ciudad. En 2018, el 76 % de los residentes describió su salud como "buena", "muy buena" o "excelente", un poco menos que el promedio de la ciudad del 78 %.: 13 Por cada supermercado en Dongan Hills y Mid-Island, hay 7 bodegas.: 10 
El hospital principal más cercano es el Hospital Universitario de Staten Island en South Beach.

## Correos y códigos postales
Dongan Hills se encuentra dentro de los códigos postales 10305 al sur de la línea ferroviaria de Staten Island y 10304 al norte de la línea ferroviaria. El Servicio Postal de los Estados Unidos no opera una oficina de correos en Dongan Hills, pero la oficina de correos más cercana es la estación New Dorp en 2562 Hylan Boulevard.

## Educación
Dongan Hills y Mid-Island generalmente tienen una tasa similar de residentes con educación universitaria que el resto de la ciudad a 2018. Mientras que el 40 % de los residentes mayores de 25 años tiene una educación universitaria o superior, el 11 % tiene menos de una educación secundaria y el 49 % se graduó de la escuela secundaria o tiene alguna educación universitaria. Por el contrario, el 39% de los residentes de Staten Island y el 43% de los residentes de la ciudad tienen educación universitaria o superior.: 6 El porcentaje de estudiantes de Dongan Hills y Mid-Island que sobresalen en matemáticas aumentó del 49 % en 2000 al 65 % en 2011, aunque el rendimiento en lectura disminuyó del 55 % al 52 % durante el mismo período.
La tasa de ausentismo de estudiantes de escuela primaria en Dongan Hills y Mid-Island es más baja que en el resto de la ciudad de Nueva York. En Dongan Hills y Mid-Island, el 15% de los estudiantes de escuela primaria faltaron veinte o más días por año escolar, menos que el promedio de la ciudad del 20%.: 24 (PDF p. 55) : 6 Además, el 87 % de los estudiantes de secundaria en Dongan Hills y Mid-Island se gradúan a tiempo, más que el promedio de la ciudad del 75 %.: 6 

### Escuelas
El Departamento de Educación de la ciudad de Nueva York opera las siguientes escuelas públicas cerca de Dongan Hills:
- Escuela PS 11 Thomas Dongan (grados PK-5)[22]
- PS 46 Albert V Maniscalco (grados PK-5)[23]

### Biblioteca
La sucursal de Dongan Hills de la Biblioteca Pública de Nueva York (NYPL) está ubicada en 1617 Richmond Road, justo al oeste de Seaview Avenue. La sucursal comenzó a operar desde una ubicación en Richmond Road en 1957 y se mudó a su ubicación actual de un piso en 1975. El edificio fue reformado en 2008.

## Transporte
Dongan Hills cuenta con el servicio de la estación de tren de Staten Island del mismo nombre. Dongan Hills también cuenta con los autobuses locales S78 y S79 SBS en Hylan Boulevard y los autobuses locales S74, S84, S76 y S86 en Richmond Road. El servicio de autobús expreso es proporcionado por SIM1, SIM7 y SIM10 en Hylan Boulevard y SIM15 en Richmond Road.